# Compagnons (nouvelle)
Compagnons est une nouvelle de l'écrivain breton Louis Guilloux, publiée en 1931 aux éditions Grasset. Elle est inspirée de l'expérience familiale de l'auteur.

## Résumé
Nous sommes au début du XXe siècle, trois compagnons, artisans plâtriers ayant fait le tour de France du compagnonnage, sont associés dans leur petite entreprise prospère. Le patron, Jean Kernevel, gravement malade, tente de résister et de continuer à travailler, à vivre. Vivre chichement, seul. L'entraide et la solidarité ouvrière ont leurs limites car il faudrait des soins hospitaliers et psychologiques aux « cassés par la guerre » (celle de 1914-1918)... La douleur de la situation de chaque protagoniste est décrite avec sensibilité par l'auteur, sans misérabilisme.